# Herbert Haag (Organist)

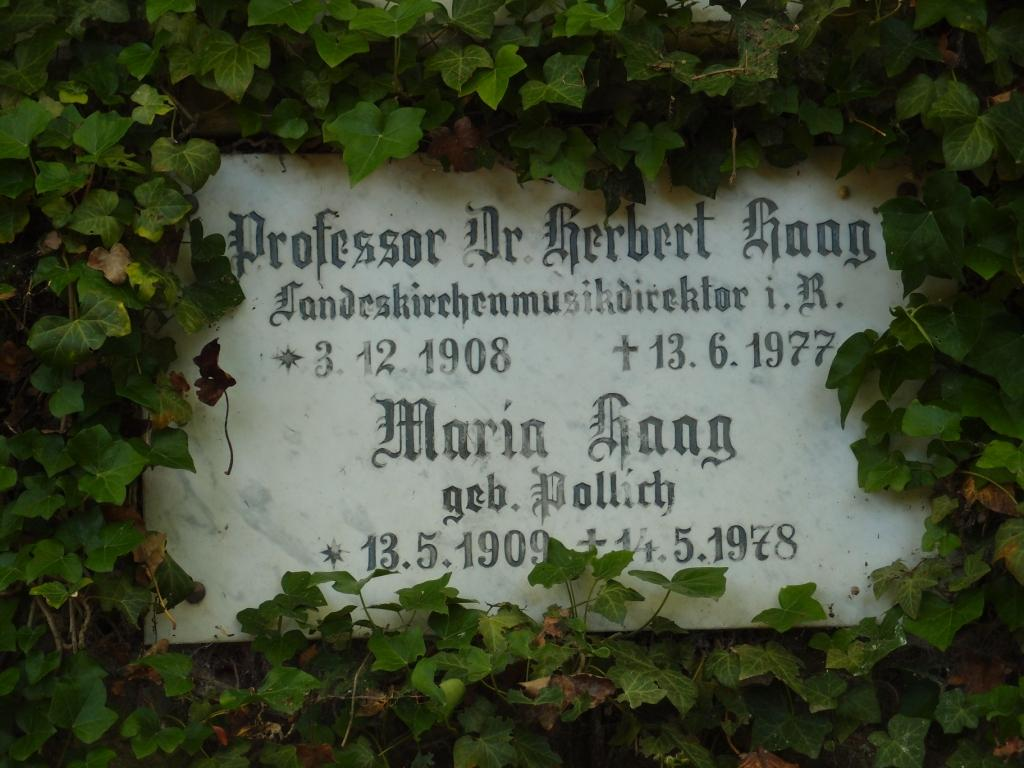
Grab von Herbert Haag auf dem Friedhof in Heidelberg-Handschuhsheim

Herbert Haag (* 3. Dezember 1908 in Mannheim; † 13. Juni 1977 in Heidelberg) war ein deutscher Organist und Kirchenmusiker.

## Leben
Haag studierte Kirchenmusik- und Orgel u. a. bei Karl Straube in Leipzig. 1936 erfolgte die Promotion in Musikwissenschaft bei Heinrich Besseler an der Universität Heidelberg über das Orgelwerk des französischen Komponisten César Franck. Von 1931 bis etwa 1942 war er Dozent für Orgel am Evangelischen Kirchenmusikalischen Institut Heidelberg. Zum 1. Mai 1933 trat er in die NSDAP ein (Mitgliedsnummer 3.145.550). 1943 gründete er die „Orgel-Arbeitsgemeinschaft Baden-Elsaß“ und war Fachschaftsleiter der Reichsmusikkammer (Ortsmusikerschaft Heidelberg). Ab 1943 leitete er die Städtische Musikschule für Jugend und Volk in Freiburg im Breisgau, wo er mitten im Krieg die Erweiterung der Welte-Orgel des Augustinermuseums durchsetzte, die der Musikschule als Übungsinstrument diente. Gegen Ende des Krieges wurde er schwer verwundet. Seine Entnazifizierung gestaltete sich langwierig und dauerte bis 1948. 1953 kehrte er nach Heidelberg zurück und übernahm die Leitung des Kirchenmusikalischen Instituts von 1956 bis 1973. Zugleich war er Landeskirchenmusikdirektor und mehrere Jahre Präsident der Direktorenkonferenz der landeskirchlichen Ausbildungsstätten. Haag setzte sich für einen Neubau des Heidelberger Instituts (1971) ein. Als Organist und Lehrer war er sehr geschätzt.
Haag trat im Dritten Reich nicht nur als Musiker, sondern auch als kirchenmusikalischer „Chef-Ideologe“ im Dienst der nationalsozialistischen Staatsmacht hervor. Er instrumentalisierte die Orgel für die „neuen Aufgaben und Forderungen“ der NS-Idee, spielte auch Gottesdienste in SA-Uniform und bereiste mit propagandistischen Vorträgen ganz Deutschland: Der Organist müsse, so verkündete er, nicht nur als Kirchenmusiker „im besten Sinn Fanatiker der Orgel sein, weil die Orgel in der nationalsozialistischen Feier Künderin ist, nicht nur Instrument“. Im Januar 1943 erschien das von ihm herausgegebene Oberrheinische Orgelbuch. Im Vorwort erläuterte Haag u. a. die Wichtigkeit der Orgel bei der Feiergestaltung. Das Oberrheinische Orgelbuch enthält Werke von Komponisten, die in der Oberrheingegend (links und rechts des Stromes) entweder geboren oder zum Zeitpunkt der Herausgabe hauptsächlich tätig waren, und stellt somit einen landschaftlichen und generationsmäßigen Querschnitt durch das Schaffen oberrheinischer Meister der Gegenwart (HH im Vorwort) dar. Nach Kriegsende wurde das Oberrheinische Orgelbuch mit zahlreichen geschwärzten und somit nicht mehr lesbaren Passagen einige Zeit weiter verkauft.